# ゴールデンミュージックプロモーション
株式会社ゴールデンミュージックプロモーション（英文社名；Golden music promotion INC.）は、東京都港区に本社を置く日本の芸能プロダクション。

## 沿革・概要
かつて株式会社ホリプロで森昌子や山口百恵のマネージャーを務めた市村義文が、1977年に周防郁雄（株式会社バーニングプロダクション代表取締役）の援助を受け設立。1980年にデビューした所属歌手・柏原芳恵の成功により、芸能プロダクションとしての基盤を確立した。バーニングプロダクションの系列会社。

## 所属タレント
※2022年5月現在
- 松居直美
- 島崎和歌子
- 中村美律子
- 増位山太志郎
- 三遊亭遊子
- 柳谷参助

## かつて所属していたタレント
- 秋川淳子
- 柏原芳恵
- 桂五郎
- 神園さやか
- 菊地まどか
- 菊田あや子
- 香田晋
- 笹峰愛
- Team Black Starz
- 壺井むつ美
- 内藤やす子
- 根岸麻衣
- 原田ゆかり
- 東田大志
- ピンキーピンキー
- ピンクインパクト
- 宮河マヤ
- 三村幸路
- 森たくま
- 横山アッチ
- 吉田一樹
- 渡辺桂子
- 音羽しのぶ
- 河野聡太
- 西山なずな
- 江本光輝

## 関連会社
- 株式会社ドリーム音楽出版 - 東京都港区赤坂4-11-4